# Campeonato Carioca de Futebol de 2011
O Campeonato Carioca de Futebol de 2011 foi a 114.ª edição da principal divisão do futebol no Rio de Janeiro. A disputa ocorreu entre 19 de janeiro e 1 de maio e foi organizada pela Federação de Futebol do Estado do Rio de Janeiro (FERJ).

## Regulamento
Assim como nas últimas edições anteriores, os participantes foram divididos em dois grupos. Na primeira fase (Taça Guanabara), os times jogam dentro de seus grupos e o primeiro de um grupo enfrenta o segundo do outro numa semifinal. Os vencedores irão para a final do turno, o vencedor dessa final, torna-se o campeão da Taça Guanabara de 2011.
Na segunda fase (Taça Rio), os times jogam contra os do outro grupo, embora a classificação seja dentro de cada grupo. O primeiro de um grupo enfrenta o segundo do outro numa semifinal. Os vencedores se enfrentam na final do turno, o vencedor do confronto será declarado o campeão da Taça Rio de 2011.
Os vencedores de cada turno disputam entre si dois jogos finais para estabelecerem o campeão carioca. Caso a mesma equipe vença os dois turnos, será declarado campeão automaticamente. O campeão e o vice-campeão do campeonato tem o direito de disputar a Copa do Brasil de 2012, desde que não estejam participando da Copa Libertadores da América.

### Critérios de desempate
Para o desempate entre duas ou mais equipes segue-se a ordem definida abaixo:
1. Número de vitórias
2. Saldo de gols
3. Gols marcados
4. Número de cartões amarelos e vermelhos
5. Sorteio

## Participantes
| Equipe          | Cidade                | Em 2010          | Estádio                   | Capacidade | Títulos             |
| America         | Rio de Janeiro        | 5º (1ª divisão)  | Giulite Coutinho          | 16 000     | 7 (último em 1960)  |
| Americano       | Campos dos Goytacazes | 12º (1ª divisão) | Godofredo Cruz            | 9 300      | 0 (não possui)      |
| Bangu           | Rio de Janeiro        | 6º (1ª divisão)  | Moça Bonita               | 9 564      | 2 (último em 1966)  |
| Boavista-RJ     | Saquarema             | 7º (1ª divisão)  | Eucyr Resende             | 6 000      | 0 (não possui)      |
| Botafogo        | Rio de Janeiro        | 1º (1ª divisão)  | Engenhão                  | 45 000     | 19 (último em 2010) |
| Cabofriense     | Cabo Frio             | 1º (2ª divisão)  | Correão                   | 4 200      | 0 (não possui)      |
| Duque de Caxias | Duque de Caxias       | 13º (1ª divisão) | Los Larios[a]             | 8 000      | 0 (não possui)      |
| Flamengo        | Rio de Janeiro        | 2º (1ª divisão)  | Engenhão                  | 45 000     | 31 (último em 2009) |
| Fluminense      | Rio de Janeiro        | 3º (1ª divisão)  | Engenhão                  | 45 000     | 30 (último em 2005) |
| Macaé           | Macaé                 | 11º (1ª divisão) | Cláudio Moacyr de Azevedo | 16 000     | 0 (não possui)      |
| Madureira       | Rio de Janeiro        | 9º (1ª divisão)  | Conselheiro Galvão        | 5 062      | 0 (não possui)      |
| Nova Iguaçu     | Nova Iguaçu           | 2º (2ª divisão)  | Laranjão                  | 3 500      | 0 (não possui)      |
| Olaria          | Rio de Janeiro        | 8º (1ª divisão)  | Rua Bariri                | 8 300      | 0 (não possui)      |
| Resende         | Resende               | 14º (1ª divisão) | Trabalhador               | 4 600      | 0 (não possui)      |
| Volta Redonda   | Volta Redonda         | 10º (1ª divisão) | Raulino de Oliveira       | 20 255     | 0 (não possui)      |
| Vasco da Gama   | Rio de Janeiro        | 4º (1ª divisão)  | São Januário              | 24 584     | 22 (último em 2003) |

a. ^  O Duque de Caxias mandará os jogos no estádio de Los Larios, pois o Marrentão encontra-se indisponível.